# Ilinka Todorovski
Ilinka Todorovski, slovenska novinarka in publicistka, * 3. november 1966, Novo mesto.

## Izobrazba
Po končani osnovni šoli in gimnaziji v Črnomlju je študirala novinarstvo na Fakulteti za družbene vede Univerze v Ljubljani, kjer je leta 1991 pri mentorici Manci Košir diplomirala z nalogo Novi žurnalizem (new journalism) . Od leta 2022 je doktorska študentka zgodovine na Filozofski fakulteti v Ljubljani.

## Poklicno delo
Med študijem je začela delati na Televizije Slovenija in se po diplomi zaposlila kot novinarka v uredništvu zunanjepolitičnih oddaj. Med letoma 1992 in 2001 je bila dopisnica RTV Slovenija iz Zagreba, v obdobju vojne na Hrvaškem in demokratičnih sprememb po smrti Franja Tuđmana. Po koncu dopisniške kariere je bila v Informativnem programu TV Slovenija novinarka, avtorica in voditeljica oddaj, urednica volilnih in drugih večjih programskih projektov ter urednica uredništva dnevnoinformativnih oddaj. Leta 2006 je prestopila v časopisno novinarstvo, v poslovni dnevnik Finance. Po štirih letih se je vrnila v javni medij in v Informativnem programu TV Slovenija opravljala različne novinarske, uredniške in projektne zadolžitve. Spomladi 2015 je postala urednica Tarče; s tega položaja so jo odstavili konec leta 2016, ker je javno protestirala zaradi kontroverzne Tarče o splavu, ki so jo pripravili v njeni odsotnosti . Leta 2017 je postala varuhinja pravic gledalcev in poslušalcev ; v petletnem mandatu so najbolj odmevale njene obravnave zadeve Thompson, intervjujev z Dežmanom in Radonjićem, očitkov cenzure v informativnem programu in pritožb članov Programskega sveta RTV glede Tarče. Po sprejetju novele Zakona o RTV leta 2022 si je prizadevala za njeno uveljavitev, kot članica Sveta delavcev RTV je opozarjala tudi na škodljive posledice politizacije javnega medija. Od junija 2023 je članica Sveta RTV.

## Publicistka, prevajalka
Kot dopisnica iz Zagreba se je povezala s Kulturno prosvetnim društvom Slovenski dom ter sodelovala pri nastanku glasila Novi odmev(COBISS) in bila njegova dolgoletna sodelavka in redaktorica.
Članki, knjige in prevodi:
- Todorovski: "Šolsko leto 1936/37 v Banovinski kmetijsko-gospodinjski šoli na Mali Loki", Šolska kronika, 2008, 17(41)(1), 72–87.(COBISS)
- Todorovski, Jerman: Slovenski dom v Zagrebu: 1929–1999. Zagreb, 1999. (COBISS)
- Todorovski, Sovdat: Vsa življenja Igorja Bavčarja. Ljubljana, 2009. (COBISS)
- Todorovski, Ilinka (2021). Josip Doltar in Črnomelj : črnomaljski mlinar, žagar, livar in župan ter spreminjanje mesta med letoma 1880 in 1930. Občina. ISBN 978-961-95312-0-4. OCLC 1288124359.
- Todorovski: "Frančiška Senica", Osebnosti druge svetovne vojne, 2023, 231–250. (COBISS)
- Todorovski: "Antični spomenik iz Črnomlja kot simbol fašistične ideologije", Retrospektive, 2023 5/1, 9–38.
- Todorovski: "Fašisti jih niso ukrotili ne z ognjem ne s krampom ne z internacijo", Temelj našemu narodu: Podobe in pomen Črnomlja za časa 2. svetovne vojne, zbornik zgodovinskih razprav ob 80-letnici zasedanja SNOS-a 19. in 20. februarja v Črnomlju, 2024, 218–255.[21]
- Todorovski: Po zračnem mostu iz Bele krajine : evakuacija civilistov marca 1945, 2025. (COBISS)[22]
- prevodi iz hrvaščine:
  - Hećimović, Barbieri, Neubauer: Slovenski umjetnici na hrvatskim pozornicama - Slovenski umetniki na hrvaških odrih, Zagreb, 2011 (COBISS)
  - Barbieri: Josip Križaj - umjetnik ispred svog vremena / umetnik pred svojim časom, Zagreb, 2017 (COBISS);
  - Hemar: Slovenci u hrvatskom sportu - novi životopisi - Slovenci v hrvaškem športu - novi življenjepisi, Zagreb, 2018. (COBISS)
- urednica monografije: Kramar, Slavko Alojz: Slovenski taboriščniki v Jasenovcu, knjiga imen in obrazov, Zagreb, 2023. (COBISS) [23]

## Nagrade
- Študentska Prešernova nagrada za diplomsko delo, Univerza v Ljubljani, 1991
- Nagrada Bratstvo resnice/Consortium Veritatis, za posebne dosežke v novinarstvu, Društvo novinarjev Slovenije, 2000
- Nagrada za izstopajoče dosežke RTV Slovenija, 2001
- Diploma Občine Črnomelj za leto 2021, 2022
- Priznanje RTV Slovenija za izjemne ali nadpovprečne delovne dosežke v daljšem delovnem obdobju, 2022